# Burgersvector
De Burgersvector beschrijft grootte en richting van een verstoring, dislocatie, in een kristalrooster. Het gebruikelijk symbool is b. De Burgersvector is vernoemd naar de Nederlander Jan Burgers.

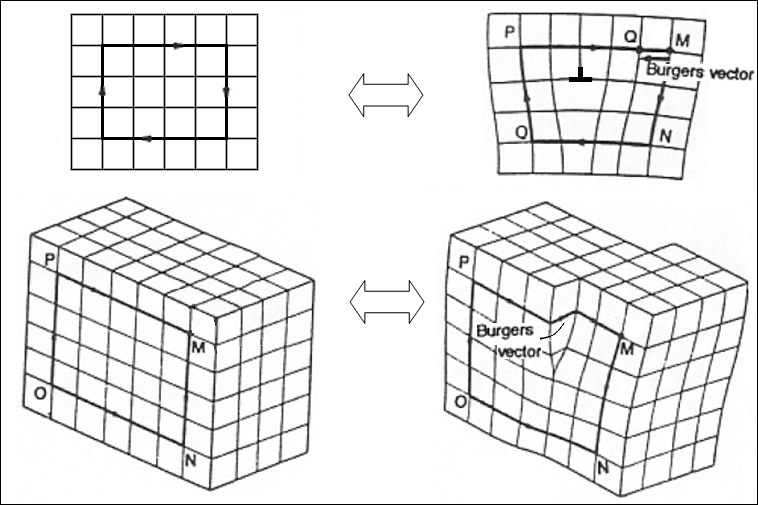
Burgersvector

De Burgersvector kan verkregen worden door de volgende denkbeeldige procedure:
- Definieer in een perfect kristalrooster een gesloten kringloop over de roosterpunten;.
- Breng deze kringloop over rond de dislocatie van een verstoord rooster, zodanig dat de roosterpunten over elkaar vallen;
- Door de verstoring van het rooster is de kringloop niet langer gesloten; de Burgersvector is nu het benodigde verbindingsstuk tussen het eindpunt en het beginpunt om de kringloop weer gesloten te maken.

De Burgersvector kan zowel in het vlak van de oorspronkelijk gesloten kringloop liggen, als een hoek met dat vlak maken.
De Burgersvector is een belangrijke grootheid in de materiaalkunde.